# Hanna Ardéhn
Hanna Margareta Ardéhn (4 de octubre de 1995) es una actriz sueca de cine y televisión, reconocida principalmente por interpretar el papel de Maja en la serie de televisión Quicksand en 2019.

## Carrera
Ardéhn creció en los suburbios del norte de Estocolmo, Suecia, y desde muy joven se interesó por el cine y la actuación. Comenzó a actuar en un pequeño grupo de teatro para niños cuando tenía seis años y continuó allí hasta que cumplió su mayoría de edad. En 2010 consiguió su primer papel en el cine, haciendo parte del elenco de la película 7x-lika barn leka bäst.
Ardéhn ha aparecido en producciones de televisión en su país como Nio med JO, Dubbelliv y 30 Degrees in February, al igual que en el laureado cortometraje Lidingöligan. En 2019 ganó reconocimiento internacional por su interpretación como la estudiante Maja en la serie de televisión Quicksand, estrenada por la plataforma Netflix en abril de ese año.

## Filmografía

### Cine y televisión
- 2007 - Lidingöligan
- 2008 - Nio med JO
- 2010 - Dubbelliv
- 2010 - 7X - Lika barn leka bäst
- 2012 - 30 Degrees in February
- 2015 - Krigarnas Ö
- 2019 - Quicksand